# Tratado Tripartito
El Tratado Tripartito, con sus ochenta y ocho páginas, es el documento más largo de los Manuscritos de Nag Hammadi. Fue encontrado en un buen estado, y cierra el códice I (NHC I, 51-138). 

## Aspectos literarios
Constituye una suma verdadera de teología gnóstica, y es el trabajo de un profesor Valentiniano que exhibe su conocimiento del sistema sobre el que la iglesia de Valentín el gnóstico basó su enseñanza. En su forma y contenido, el texto corresponde a los tratados que San Ireneo e Hipólito de Roma usaron para apoyar su presentación de la doctrina de Valentín. Por lo tanto, provee el acceso directo para este tipo de literatura, sin que sea necesario aceptar la interpretación a menudo tendenciosa que los estudiosos de las herejías nos han dado.
Aunque indudablemente escrito en griego originalmente, este texto es conocido solamente a través de este manuscrito copto. Ningún otro testigo nos ha llegado y ninguna mención o cita es conocida en la literatura antigua.
Aunque el trabajo es parte de una tradición que involucra la exposición sistemática de Valentinismo, el escritor es, sin embargo, un pensador original que está interesado más en la estructura lógica del sistema, que en poner en detalle lo mitológico. Se consideraba miembro de la iglesia de la carne (125, 4-5) del Señor y tiene cuidado al explicar su conocimiento de la iglesia y su lugar en este mundo. Que el tratado mismo no está dirigido explícitamente a una audiencia Valentiniana no es sorprendente, puesto que los Valentinianos se consideraban cristianos ante todo y rara vez hacían referencia a Valentín.
Una comparación del contenido del Tratado con los sistemas Valentinianos descritos por los heresiólogos revela muchas expresiones y motivos comunes. Algunos de los más característicos incluyen: la división del eón caído en dos entidades; el regreso de la misión del Hijo-Salvador al Pleroma; la fruta común del Pleroma, y la tripartición en carnal, vidente y espiritual. 
La apelación a la categoría intermedia de vidente, tiene por fin dar una evaluación segura al creador, al mundo, a las escrituras judías, y a los otros cristianos no-valentinianos, y es típica del Valentinismo. Esta categoría sirve para distinguir la iglesia Valentiniana, considerada espiritual, de otros Cristianos y Judíos por un lado, y de esos grupos caracterizados por el dualismo y antijudaísmo radical, como la iglesia de Marción y otros grupos Gnósticos, por otro.

## Estructura literaria
La estructura del Tratado sigue el modelo conocido de la presentación del Valentinismo por los heresiólogos, y contiene los elementos principales de ciertos Tratados Gnósticos no- Valentinianos, como el Evangelio apócrifo de Juan. Reduce a su parte fundamental los elementos de este modelo:
1. la descripción del Dios trascendente y el Pléroma,
2. la pasión de los eones más jóvenes,
3. la misión del Salvador y la creación del mundo,
4. la creación de la humanidad,
5. la venida del Salvador, y
6. la escatología.

Este modelo, sin embargo, se presenta con muchas variaciones individuales.

## Su importancia
La importancia del Tratado Tripartito estriba no sólo en el hecho de que permite comprender mejor algunos de los elementos fundamentales del sistema Valentiniano, sino en que también nos permite conocer una interpretación original de dicho sistema valentianiano.
Lo que los heresiólogos trataron con burla y presentaron como desacuerdos interminables entre los herejes era, a decir verdad, expresión de una obra dramática constante sobre estos temas comunes, y desconfianza de un vocabulario fijo que habría desviado la atención de las verdades trascendentes.